# 프랑수아즈 아반다

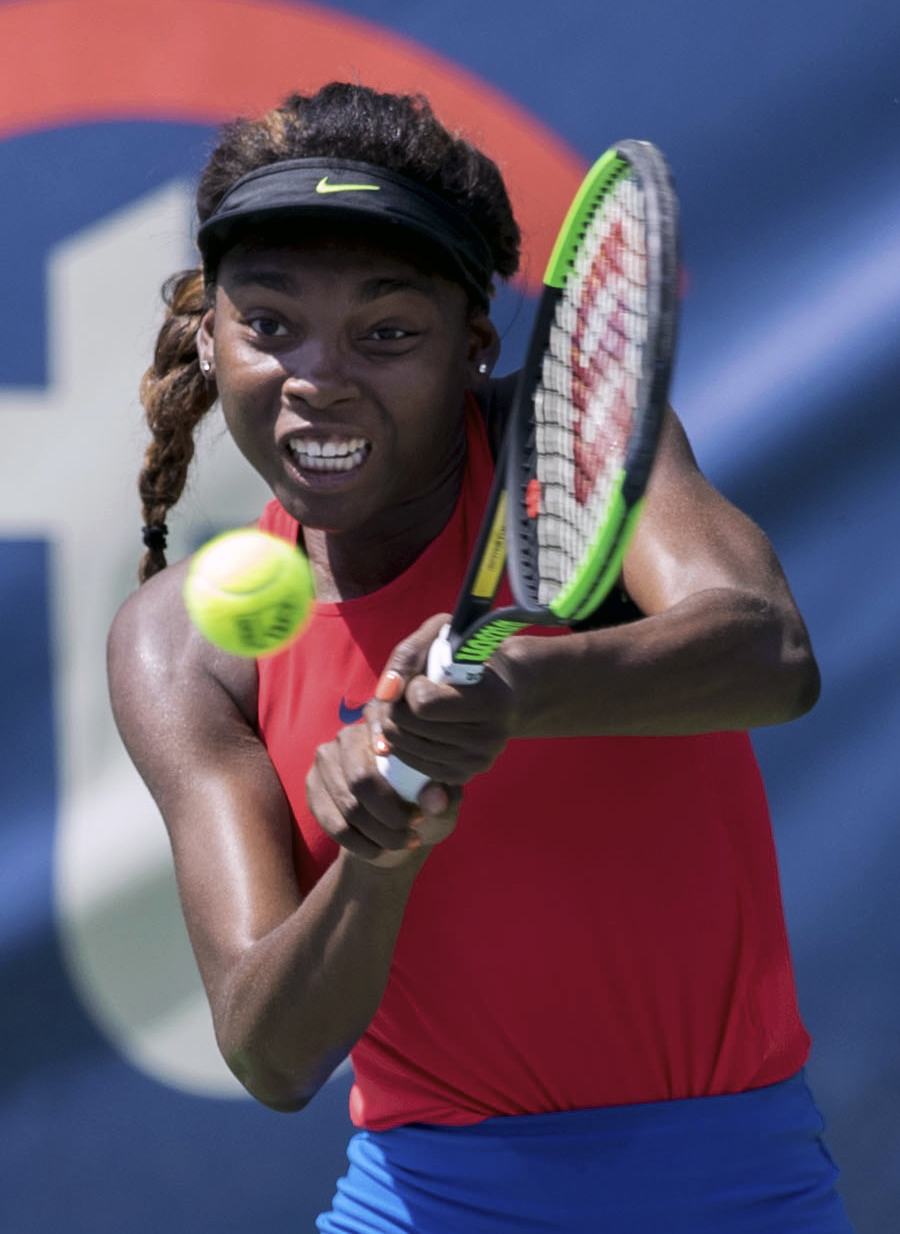
2017년 시티 오픈에서의 아반다 선수

프랑수아즈 아반다(프랑스어: Françoise Abanda, 1997년 2월 5일 ~ )는 캐나다의 프로 테니스 선수이다. 퀘벡주 몬트리올의 카메룬 이민자 가정에서 태어났다. 2017년 세계 랭킹 여자 싱글 120위에 올랐다.